# 伊朗沙赫尔县
伊朗沙赫尔县（波斯語：‎）是一座县城，位于伊朗的錫斯坦－俾路支斯坦省。伊朗沙赫爾是该县的首府。根据2006的人口审查，全县人口为264,22，共49,443个家庭。全县被分为两个区域：Central District和Bazman District，有2座城市伊朗沙赫爾和Bazman。